# اقتصاد ازبکستان
ازبکستان دارای زمین‌های حاصل خیز بسیاری است و بزرگترین تولیدکننده پنبه در جهان می‌باشد. این کشور دارای ذخایر نفت، گاز، آهن و زغال سنگ است. ازبکستان بزرگترین تولیدکننده ماشین آلات و صنایع سنگین در آسیای میانه است. از تولیدات دیگر ازبکستان می‌توان پنبه، گوشت و لبنیات را نام برد.

## واحد پول
واحد پول ازبکستان سوم است.

## تولید ناخالص ملی
تولید ناخالص ملی این کشور ۱۵٫۶۴ میلیارد دلار است.

## رشد اقتصادی
رشد اقتصادی این کشور در سال ۲۰۰۷ ۵٫۹ درصد بوده است.

## نرخ بی‌کاری
نرخ بی‌کاری در ازبکستان هشت دهم درصد است.
۳۳ درصد مردم زیر خط فقر زندگی می‌کنند.

## تورم
نرخ تورم در ازبکستان در سال ۲۰۰۷، ۳٫۱۲ درصد اعلام شد.